# Probreviceps
Probreviceps is een geslacht van kikkers uit de familie blaasoppies (Brevicipitidae). De groep werd voor het eerst wetenschappelijk beschreven door Hampton Wildman Parker in 1931.
Er zijn 6 soorten die voorkomen in Afrika; in beboste gebieden in Zimbabwe en Tanzania.

## Soorten
Geslacht Probreviceps
- Soort Probreviceps durirostris Loader, Channing, Menegon & Davenport, 2006
- Soort Probreviceps loveridgei Parker, 1931
- Soort Probreviceps macrodactylus (Nieden, 1926)
- Soort Probreviceps rhodesianus Poynton & Broadley, 1967
- Soort Probreviceps rungwensis Loveridge, 1932
- Soort Probreviceps uluguruensis (Loveridge, 1925)

Balebreviceps · 
Breviceps · 
Callulina · 
Probreviceps · 
Spelaeophryne